# Donzocythere
Donzocythere is een geslacht van uitgestorven kreeftachtigen uit de klasse van de Ostracoda (mosselkreeftjes).

## Soorten
- Donzocythere convergens (Donze, 1968) Gruendel, 1975 †
- Donzocythere crepidula (Blake, 1876) Gruendel, 1975 †